# Laura Torres
Laura N. Torres va ser una periodista mexicana i fundadora d'una de les primeres organitzacions feministes, que va viure a principis del segle xx.
El 1904, Torres va fundar una societat feminista anomenada Admiradoras de Juárez. Admiradoras de Juárez es descrivia com una societat feminista militant que reclamava el final de la discriminació sexual i la repressió del govern. L'organització que Torres va fundar va ser criticada per l'historiador contemporani Justo Sierra, que va dir que l'entitat era un refugi per dones velles i lletges que intentaven imitar els homes.